# حنقلان عربي
حنقلان عربي (الاسم العلمي:Euryops arabicus) هو نوع من النباتات يتبع جنس الحنقلان من الفصيلة النجمية.